# Casa López Vergés
La casa López Vergés és una obra del municipi de Tortosa (Baix Ebre) protegida com a bé cultural d'interès local.

## Descripció
Es tracta d'un edifici de planta baixa, entresòl, dos pisos i golfes. Està situat a la banda est de la Plaça d'Agustí Querol, en el sector on encara es conserven els porxos. La planta baixa ha estat remodelada tant a la façana com a l'interior, mentre que els pisos conserven la distribució original. L'arrebossat de la façana simula carreus en el pis principal i és llis a la resta, només amb pilastres d'encoixinat emmarcant les finestres i relleus d'estuc decoratiu. A l'entresòl s'obren sis finestres amb balcó ampitador de fusta. S'utilitza com a magatzem.
El pis principal s'obre mitjançant una gran balconada de quatre portes. La reixa del balcó està treballada amb motius florals i geomètrics. En el segon pis hi ha quatre balcons amb base de pedra. Sobre la llinda de les finestres hi ha un frontó semicircular amb relleus d'estuc vegetals. Finestres superiors també emmarcades amb estucs en forma de relleus arquitectònics clàssics.
El remat superior és en forma de cornisa clàssica i una barana de ferro a la part corresponent al terrat.

## Història
El comerç que es troba a la planta baixa de l'edifici era una botiga de roba amb el nom de López Vergés. Va ser fundada el 1866, però en principi es trobava l'antiga edifici de la peixateria del segle xiv, en el carrer Bisbe Aznar, nº2.